# Tipula (Eumicrotipula) coloptera
Tipula (Eumicrotipula) coloptera is een tweevleugelige uit de familie langpootmuggen (Tipulidae). De soort komt voor in het Neotropisch gebied.